# Nicolas Conte
Nicolas Conte (* 26. Dezember 1973 in Annecy) ist ein ehemaliger französischer Snowboarder.

## Werdegang
Conte gewann bei der ISF bei den Europameisterschaften in den Jahren 1995 und 1999 jeweils die Bronzemedaille im Riesenslalom sowie in den Jahren 1998 und 1999 jeweils die Bronzemedaille im Parallelslalom. Im Snowboard-Weltcup der FIS startete er erstmals zu Beginn der Saison 1996/97 in Tignes und belegte dabei den zweiten Platz im Riesenslalom. Bei den Snowboard-Weltmeisterschaften 1997 in Innichen wurde er Fünfter im Riesenslalom. In der Saison 1997/98 gewann er mit je zwei ersten und zweiten Plätzen den Riesenslalom-Weltcup und erreichte im Gesamtweltcup den 20. Platz. Bei seiner einzigen Olympiateilnahme im Februar 1998 in Nagano errang er den 22. Platz im Riesenslalom. Im März 1998 wurde er französischer Meister im Riesenslalom.

## Teilnahmen an Weltmeisterschaften und Olympischen Winterspielen

### Olympische Winterspiele
- 1998 Nagano: 22. Platz Riesenslalom

### Snowboard-Weltmeisterschaften
- 1997 Innichen: 5. Platz Slalom, 21. Platz Riesenslalom

## Weltcupsiege und Weltcup-Gesamtplatzierungen

### Weltcupsiege
| Nr. | Datum             | Ort       | Disziplin    |
| --- | ----------------- | --------- | ------------ |
| 1.  | 8. Dezember 1997  | Sestriere | Riesenslalom |
| 2.  | 12. Dezember 1997 | Whistler  | Riesenslalom |

### Weltcup-Gesamtplatzierungen
| Saison  | Gesamt | Gesamt | Riesenslalom | Riesenslalom |
| Saison  | Punkte | Platz  | Punkte       | Platz        |
| ------- | ------ | ------ | ------------ | ------------ |
| 1996/97 | 122    | 82.    | -            | -            |
| 1997/98 | 360    | 20.    | 3600         | 1.           |